# Aspidoproctus armatus
Aspidoproctus armatus är en insektsart som beskrevs av Robert Newstead 1911. Aspidoproctus armatus ingår i släktet Aspidoproctus och familjen pärlsköldlöss. Inga underarter finns listade i Catalogue of Life.